# Cruz Machado
Cruz Machado é um município brasileiro do estado do Paraná. Sua população era de 18 741 habitantes, conforme estimativa IBGE de 2020.

## História
Em 1870 aportaram ao Paraná os primeiros imigrantes de nacionalidade polonesa, entre eles: Jeromin Durski.
Mais tarde, os colonos poloneses que foram chegando, instalaram-se em diversos pontos do Estado criando as Colônias de Dorizon, Mallet, Paulo Frontin e Cruz Machado, dando origem à fundação de importantes centros urbanos.
A criação do município de Cruz Machado, teve apoio do Governo Federal, com o fim de aproveitar, colonizar e povoar grandes áreas de terras, que se prestavam à agricultura, principal fonte de riqueza e de aculturação de imigrantes europeus. Assim, por iniciativa governamental, foi fundado a 19 de dezembro de 1910, o Núcleo Colonial Federal “Cruz Machado”.
Pela Lei Estadual nº 1735, de 22 de fevereiro de 1918, o núcleo foi elevado à categoria de Distrito Judiciário do município de União da Vitória e, através da Lei Estadual n°790 de 14 de novembro de 1951 sendo desmembrado definitivamente de União da Vitória. A denominação do município constitui homenagem a Antônio Cândido da Cruz Machado, Senador do Império que, em 1854, por ocasião da campanha para a independência da Província do Paraná, que fazia parte da Província de São Paulo, desempenhou papel relevante, tendo-se colocado ao lado da causa paranaense.

## Geografia
Possui uma área é de 1.477,372 km² representando 0,7417 % do estado, 0,2623 % da região e 0,0174 % de todo o território brasileiro. Localiza-se a uma latitude 26°01'01" sul e a uma longitude 51°20'49" oeste, estando a uma altitude de 950 m. 
O município de características eminentemente agrícolas, e está centrado principalmente em culturas como o feijão e milho, possuindo ainda na sua base econômica a pecuária leiteira, a suinocultura, a extração da madeira e a erva-mate. 
Possui belezas naturais como os saltos no rio Palmital, entre outros, e na sede municipal o lago da Represa de Foz do Areia.

### Hidrografia
- Rio Palmital
- Rio Iguaçu
- Rio Santana (Paraná)
- Rio D'Areia
- Rio Palmeirinha
- Rio dos Couros
- Rio Papuã
- Rio Potinga
- Rio das Antas

### Demografia
Dados do censo - 2000
População total: 17.667
- Urbana: 3.459
- Rural: 14.208

- Homens: 9.192
- Mulheres: 8.475

Índice de Desenvolvimento Humano (IDH-M): 0,712
- IDH-M renda: 0,600
- IDH-M longevidade: 0,698
- IDH-M educação: 0,838

## Administração
- Prefeito: Carlos Nowak (Carlão) (2025-2029)
- Vice-prefeito: Ronaldo Schribenig (Gitica) (2025-2029)

| Cargo              | Nome                         | Partido | Votos |
| ------------------ | ---------------------------- | ------- | ----- |
| Prefeito           | Carlos Nowak (Carlão)        | UNIÃO   | 4.120 |
| Vice-prefeito      | Gitica                       | PSDB    | —     |
| Vereadores eleitos |                              |         |       |
| Vereador           | Antonio Chibernig            | PSDB    | 802   |
| Vereadora          | Noeli Maria Pasa             | PDT     | 492   |
| Vereador           | Baixinho Marceneiro          | UNIÃO   | 480   |
| Vereador           | Kennedy Drumond de Alvarenga | PSDB    | 447   |
| Vereador           | Cesar Nunes Moreira (Bujao)  | PSDB    | 425   |
| Vereador           | Cirtio Iwasenko              | PSD     | 328   |
| Vereador           | Zeno Kaziuk                  | PSD     | 316   |
| Vereador           | Osni Jandir Mulhmann         | PDT     | 313   |
| Vereador           | Zeninho                      | MDB     | 298   |
| Vereador           | Elias Ksenhuk                | UNIÃO   | 293   |
| Vereadora          | Professora Terezinha         | PT      | 219   |